# گودامونا
گودامونا (به لاتین: Godamuna) یک منطقهٔ مسکونی در سری‌لانکا است که در استان جنوبی (سری‌لانکا) واقع شده‌است.